# Humański-Palast

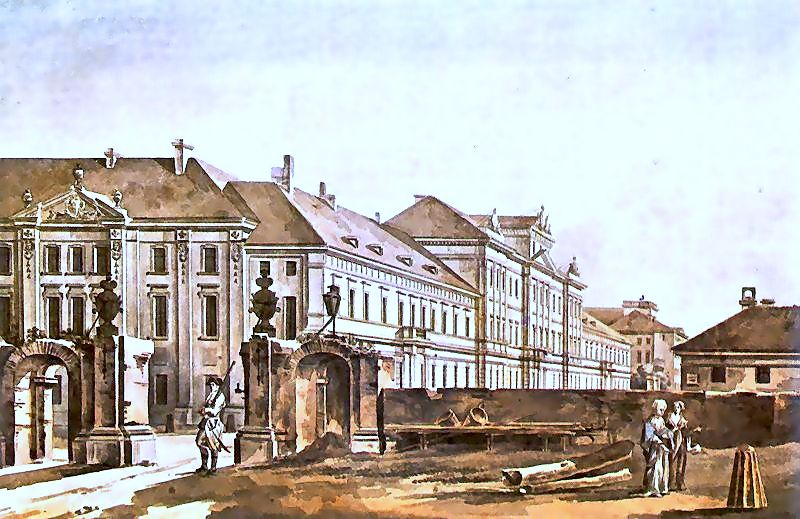
Die noch barock anmutende Fassade des Humański-Palastes (links im Bild) auf einem Aquarell von Zygmunt Vogel. In der Bildmitte erstreckt sich der langgestreckte Neubau des Collegium Nobilium

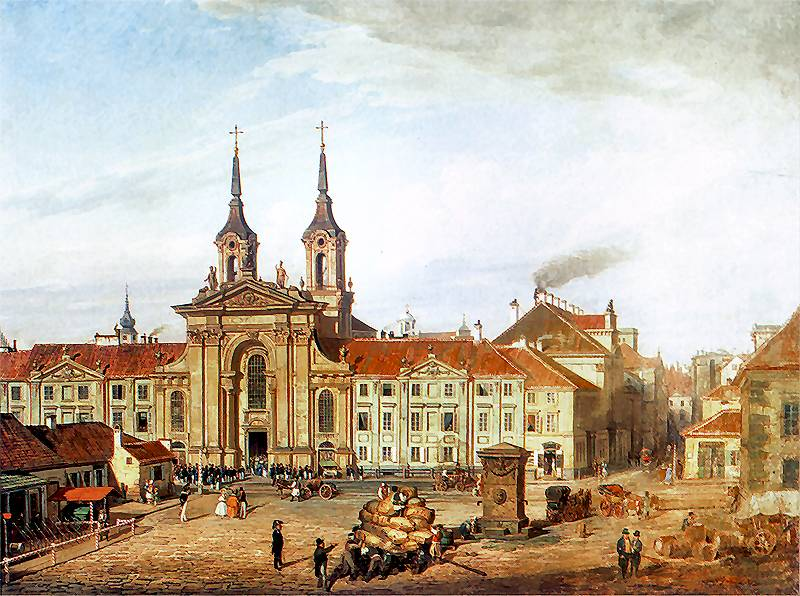
Der Palast – optisch bereits dem links der Kathedrale stehenden Gebäude angepasst – auf einem Gemälde von Marcin Zaleski

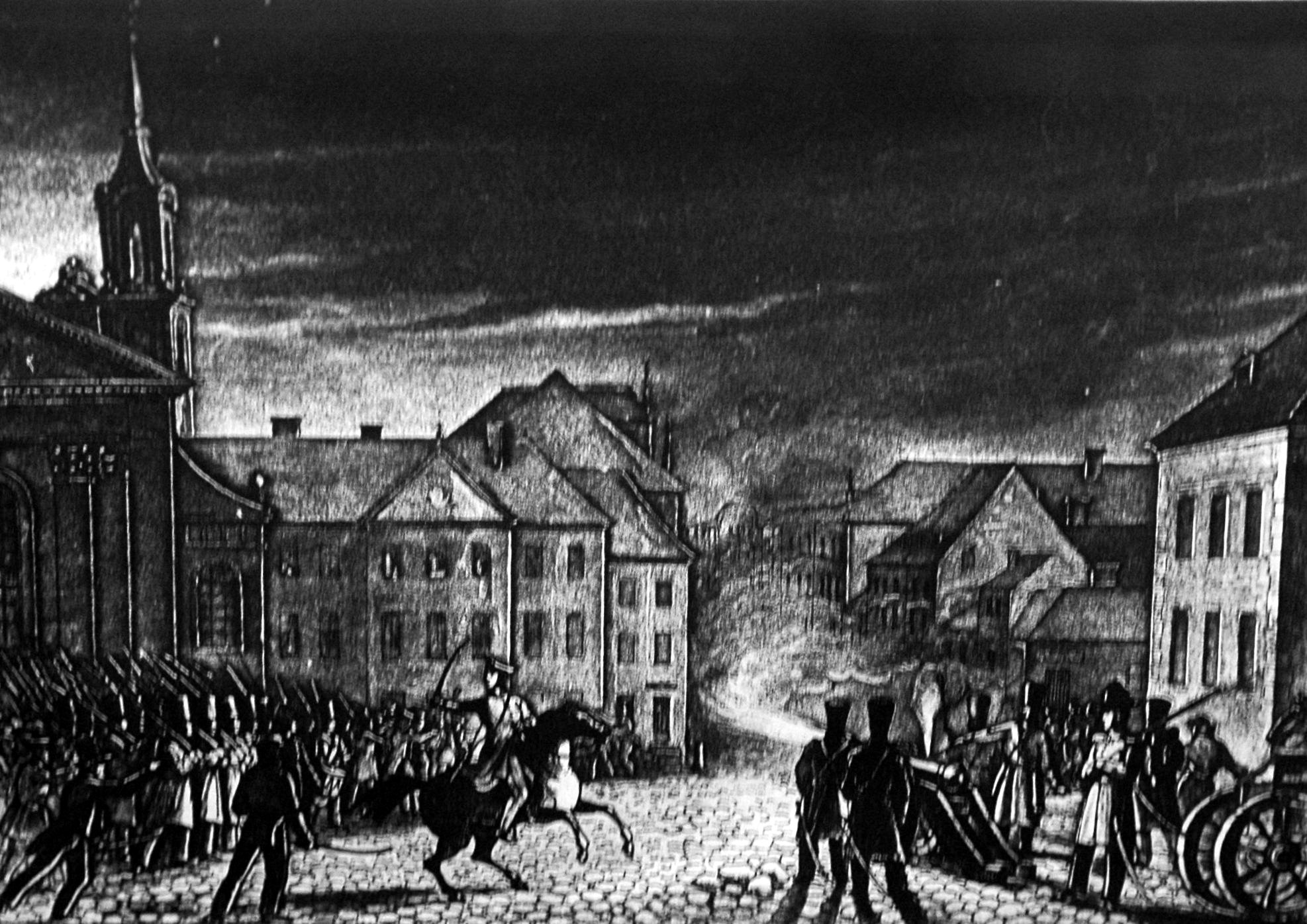
Darstellung einer Szene des Novemberaufstandes eines unbekannten Künstlers. In der Bildmitte befindet sich der Humański-Palast mit seinem deutlich erkennbaren Mittelrisalit und hellem Giebeldreieck

Der Humański-Palast ist eine klassizistische, ehemalige Stadtresidenz in der Ulica Długa 15 im Warschauer Innenstadtdistrikt. Er liegt an der Kreuzung zur Ulica Miodowa und grenzt direkt an das dort liegende Gebäude des Warschauer Collegium Nobilium. Seine Fassade schließt den Krasiński-Platz nach Südosten ab. An dem Platz befinden sich auch der Krasiński-Palast und das Denkmal des Warschauer Aufstandes.

## Geschichte
Der Palast wurde um 1725 für Jan Humański, einem Kanzler aus Chełm und Warschauer Kanoniker, errichtet. Kurze Zeit später stiftete Humański das Gebäude dem Warschauer Piaristenorden und die vormalige Residenz wurde nun als Teil des umgebenden Kirchen- und Klosterkomplexes der Mönche genutzt. 1735 wurde die Fassade des an die der allerseligsten Jungfrau Maria, der Königin von Polen gewidmeten Feldkathedrale der Polnischen Armee (poln. Katedra Polowa Wojska Polskiego pod wezwaniem Najświętszej Maryi Panny Królowej Polski) angrenzenden Palastes optisch den anderen Klostergebäuden angepasst. Das Gebäude wurde nun teilweise als Schulhaus des neu gegründeten Collegium Nobilium von Stanisław Konarski verwendet. Bei der Errichtung eines größeren Neubaues für die Schule an der Miodowa wurden die beiden Gebäude in den 1740er Jahren ineinander verzahnt. In den 1780er Jahren nahm Stanisław Zawadzki im Zuge der Neugestaltung des Collegium Nobilium weitere bauliche Änderungen am Humański-Palast vor.
Als Folge des missglückten Novemberaufstandes polnischer Patrioten konfiszierte die russische Besatzungsmacht im Jahr 1834 die Kathedrale und angrenzende Klostergebäude. Die Kathedrale wurde in eine orthodoxe Kirche umgestaltet und die beiden anliegenden Gebäude (der Humański-Palast zur rechten) dem neuen Äußeren des Gotteshauses angepasst. Der Entwurf dazu stammte von den Architekten Antonio Corazzi und Andrzej Gołoński.
Etwa um 1850 wurde die Fassade versachlicht und Mietwohnungen im Gebäude eingerichtet. Während des Warschauer Aufstandes 1944 wurde der ehemalige Palast bis auf die Fundamente zerstört. Anfang der 1960er Jahre erfolgte der Wiederaufbau. Das klassizistisch gestaltete Gebäude wurde nun Sitz des Generaldekanats der Polnischen Armee (poln. Generalny Dziekanat Wojska Polskiego). Auf der Hofseite erhielt das Gebäude eine moderne Fassade.